# نازک افشار

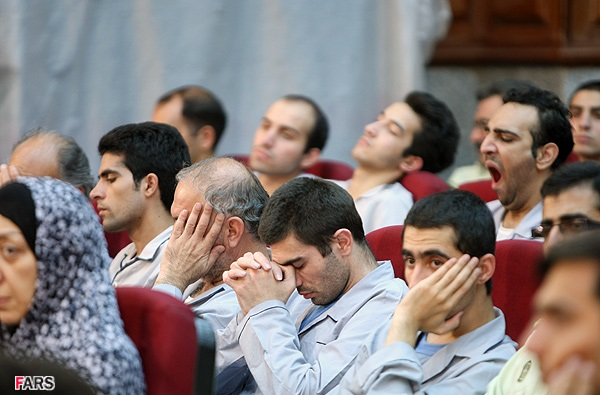
نازک افشار با چادر (گوشهٔ چپ تصویر) - ۱۳۸۸

نازک افشار کارمند سابق سفارت فرانسه در ایران و یک فعال فرهنگی است.

## دستگیری سال ۱۳۸۸
او در تابستان سال ۸۸ پس از انتخابات پرمناقشه ریاست جمهوری به دلیل شرکت در چند تظاهرات و اشتغال در بخش فرهنگی سفارت فرانسه و با اتهام ارسال ایمیل به افراد خاصی در مورد اخبار و وقایع اعتراضی پس از انتخابات ۲۲ خرداد ۸۸ و «اغتشاش‌گری و ایجاد شبکه و پناه دادن به اغتشاش‌گران در بخش فرهنگی سفارت فرانسه» بازداشت و پس از مدتی آزاد شد و به فرانسه رفت.
آزادی خانم افشار بیست و چهار ساعت پس از هشدار اتحادیه اروپا به مقام‌های ایرانی اتفاق افتاد. این اتحادیه نسبت به محاکمه نازک افشار و حسین رسام (خبرنگار عکاس و دیگر بازداشتی اعتراضات ۱۳۸۸) موضع گرفته و اعلام کرده بود که موضع واحدی در قبال اقدام تهران به عمل خواهد آورد. با این وجود گفته می‌شود آزادی او با میانجی‌گری دولت سوریه انجام پذیرفت و در پی آزادی او، دفتر نیکلا سارکوزی، رئیس‌جمهور وقت این کشور با انتشار بیانیه‌ای، از همکاری کشورهای دوست و نزدیک با ایران، از جمله سوریه در آزادی کارمند سفارت فرانسه در تهران قدردانی کرد.

## دریافت نشان لژیون دونور
نازک افشار در سال ۱۳۹۰ در پاریس نشان لژیون دونور را دریافت کرد. مراسم اهدای نشان لیاقت به نازک افشار در منزل او و با حضور سفیر سابق فرانسه در تهران به نمایندگی از نیکلا سارکوزی انجام شد. او گفت: «من به سبب اینکه در چهارچوب همکاری دولت ایران و فرانسه به مدت ۲۰ سال فعالیت می‌کردم، دولت فرانسه و شخص رئیس جمهور این طور تشخیص دادند که من لیاقت دریافت این نشان را دارم.»

## بازداشت سال ۱۳۹۴
در اسفند ۱۳۹۴ او بار دیگر به هنگام ورود به ایران بازداشت شد درحالی که بدون منع قانونی از کشور خارج شده بود. نازک افشار برای دیدار مادر مریض احوال خود که پزشکان از درمان وی قطع امید کرده بودند به ایران سفر کرده و خود از بیماری خاصی رنج می‌برد چنانچه به دلیل همین بیماری در مرخصی استعلاجی بود. وی هنگام انتقال به زندان اوین جلوی در اوین دچار تشنج شده، از حال رفته و بر زمین افتاد.